# Sant'Agostino, Ferrara
Sant'Agostino là một đô thị thuộc tỉnh Ferrara trong vùng Émilie-Romagne nước Ý. Đô thị này có diện tích 35 km², dân số 6139người.
Đô thị này có làng ngoại ô trực thuộc: Dosso, San Carlo.
Đô thị này có làng giáp các đô thị sau: Bondeno, Cento, Galliera, Mirabello, Pieve di Cento, Poggio Renatico.